# رود جوگنجی
رود جوگنجی (به لاتین: Jōganji River) یک رود در ژاپن است که در استان تویاما واقع شده‌است.